# 색동저고리
색동저고리(色 - )는 색동으로 소매를 대어서 만든 어린이의 저고리이다. 색동 저고리는 보통 10세까지의 어린이에게 입히던 옷으로 색동의 넓이로 조절할 수 있도록 된 옷이다. 형태는 성인 저고리와 같으나, 소매를 색동으로 만들어 달았다.이 옷은 다채롭고 호화스러운 옷이여서 경사스러운 날이나 명절에 주로 입었다.
원래는 21색이 원칙이고 이것은 색이 다채롭고 호화스러운 옷이어서 경사스러운 날이나 명절에 많이 입었다. 어린이에게는 남녀를 불문하고 색동 저고리를 입혔으며 남자아이에게는 남색 띠를 둘러 남녀를 구별했다.

## 개요
색동저고리는 현대에는 15세까지도 착용하므로 사실상 청소년기의 일부에도 착용한다고 보는 쪽이 무방하다. 혼례복, 무예복으로도 사용되었다. 색동으로는 붉은색, 파란색, 노란색, 흰색, 검은색의 다섯 가지 색이 사용되었다. 명절날 입는 색동저고리는 붉은색, 파란색, 노란색을 고르게 섞어 화려하게 하고 무복에는 붉은색 계열을 많이 사용했으며, 예복은 색의 수를 줄이고 비슷한 색을 써서 우아하게 보이도록 했다.

## 역사

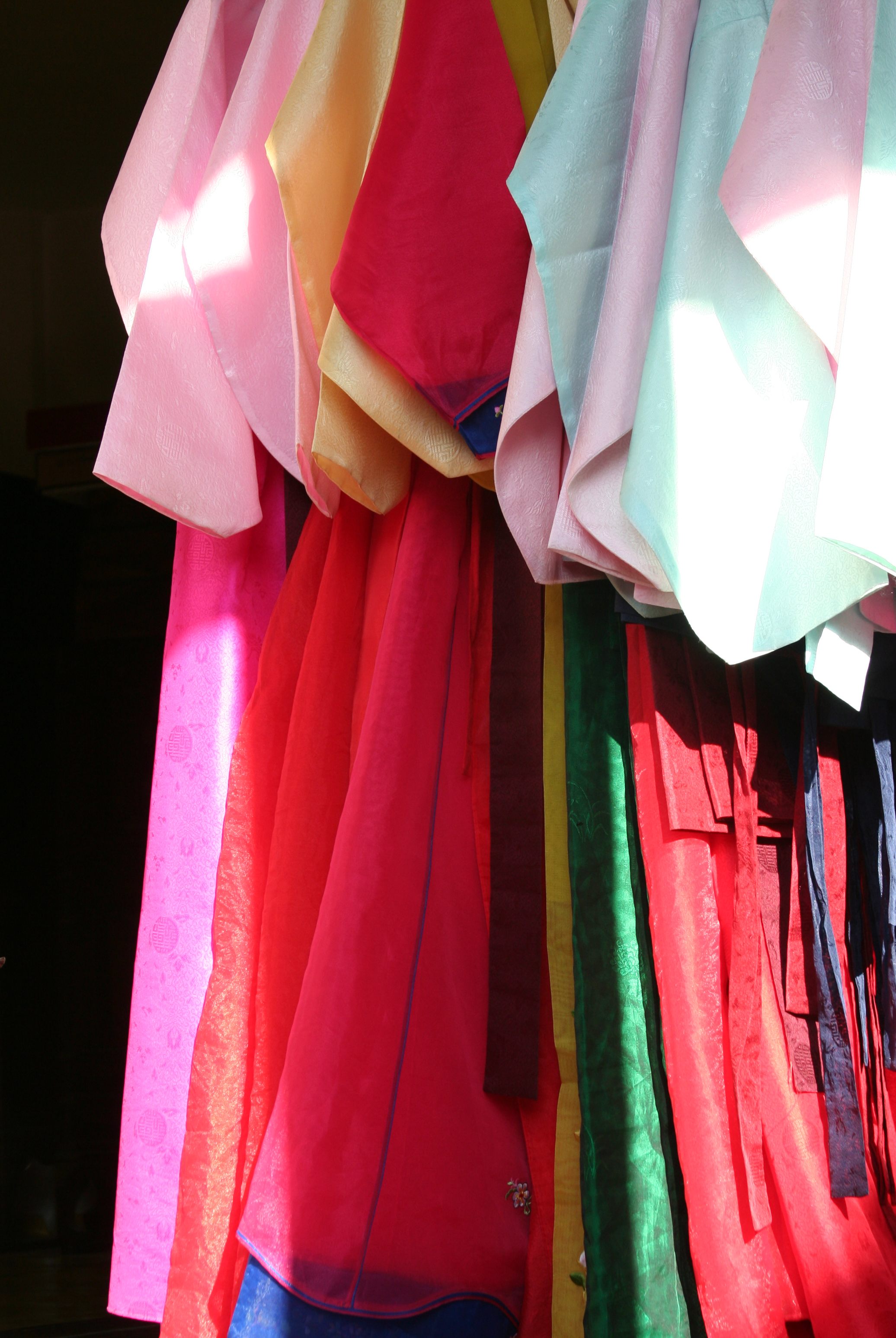
다채로운 치마와 저고리의 색깔

상류층이 입었던 한복은 색감이 아주 다양했으며 보통 어린 아이들이 다홍색이나 노란색 등 밝은 색을 많이 입고 중년층은 조금 더 중후한 색상을 즐겨 입었다. 그러나 대부분의 사람들은 평상시 흰색 한복만을 입도록 되어 있었고 황색은 황제의 색이라 하여 사용이 금기시 되었으며 금박, 자수 등도 궁중가례복 등에서 쓰여 서민복에서는 찾아볼 수 없었다. 그러나 색에 대한 기준과 계급에 따른 분별은 시대마다 약간의 차이가 존재했다.
한복의 색상은 음양오행설에 따라 저고리와 치마, 저고리와 바지의 배색을 맞춘 경우가 많으며 저고리 색은 보통 치마와 같거나 더 옅게 하는 경우가 보통이다. 삼국시대부터 왕궁의 단청과 복식, 계급을 드러내는데 특히, 사용된 오방색은 상생과 상극 속에서 색의 배합과 조화를 나타냈다. 또한 백의민족이라는 별칭에서 볼 수 있듯이 오래전부터 흰 옷을 숭상했으므로 한복의 색상은 흰색을 중심으로 밝은 원색과 아주 어두운 색깔이 공존하였다. 때문에 맑고 짙은 색이 서로 어우러지면서 나타내는 명조의 대비는 두드러졌다.
자연 그대로의 색을 재현한 느낌의 천연 염색 톤은 현대에 들어 예전부터 더욱 고급스러운 한복의 특징으로 나타난다. 쪽빛, 제비꽃색, 홍화색 등 은은한 자연 색상과 함께 수박색, 대춧빛이 감도는 빨간색 등 색감이 깊은 천연 염색 등으로 색상도 더욱 다채로워 지고 있다. 한복연구가 박술녀 씨는 “젊은 층엔 홍화나 치자 등을 염료로 한 밝고 경쾌한 색상을, 중장년층엔 쑥이나 녹차, 오리나무 등을 염료로 한 은은하고 기품있는 색상”을 추천한다 고 밝힌 바 있다. 이와 더불어 색감에 있어서는 명조 대비보다는 옅은 색감으로 안정감을 주는 색깔 배치가 각광 받게 되어 커플룩으로 입는 경향에 맞추어 두루마기에 이르기까지 그 색감이 변화하고 있다. 색동저고리는 일제강점기 어린이 인권운동과 관련이 있는데, 1923년 일본 도쿄에서 유학을 하던 고 소파 방정환, 윤극영, 정순철 작곡가(동요)등이 참여한 어린이인권운동단체의 이름을 색동저고리를 떠올려서 색동회라고 지었다. 어린이들이 다홍, 노란색 등 밝은 색으로 지은, 예쁜 색동저고리를 명절에 입는 모습을 떠올린 회원들이 토론을 거쳐 색동회라고 이름을 지은 것이며, 지금도 어린이 인권운동단체로서 명맥을 잇고 있다.

## 관련 내용
1. ↑  패션전문자료사전, 패션전문자료편찬위원회 편집, 한국사전연구사(1997)
2. ↑  조선시대 궁중가례복식 중 왕비복을 응용한 현대복식DESIGN 연구 박희정, 간호섭, 디자인포럼21 4권(2001), 153쪽
3. ↑  한국 고유의상의 멋 고복남, 교수아카데미 총서 7-1, 일념, 1994년, 4-5쪽
4. ↑  한국문화재보호재단, 《전통염색공예》, 2000년, 111, 117, 79쪽
5. ↑  한국의 전통적 美意識과 五方色의 관계 연구 : 조선시대를 중심으로 이인숙, 경희대학교, 2002년, 초록
6. ↑  복식색과 색조합의 이미지 지각(제1보) -여자 저고리, 치마를 중심으로 한 준실험 연구 이혜숙, 김재숙, v.22 no.5 (1998), 한국의류학회, 599-602쪽
7. ↑  설빔, 우아하고 정갈한 우리옷 입기 주간한국 2005-02-01
8. ↑  저고리 하얀동정 눈부시고 열두폭 긴 치마 물결치네 경향신문 2003-09-18
9. ↑  올 한복 맵시는 ‘단아한 멋’ 경향신문 2009-09-27
10. ↑  유행따라 변하는 한복, 깨끗한 피부… 단아함 돋보여 보관됨 2013-10-04 - 웨이백 머신 한국일보 2009-09-29
11. ↑  한복에 딱 어울리는 장신구는?[깨진 링크(과거 내용 찾기)] 헤럴드경제 2010-03-29

## 같이 보기
- 한복
- 굴레 (한복)
- 태극(삼태극)
- 천지인